# الحطاب والثعلب
الحطاب والثعلب هي حكايه يتضمن جوهرها البعد عن النفاق وتم ترقيمها ب 22 في (perry index) بيري انديكس  الرغم من تكرار نفس السياق الا ان المجموعات لمؤلفات المختلفة تضمنت مجموعة متنوعة من المشاركين.

## تاريخ الحكاية

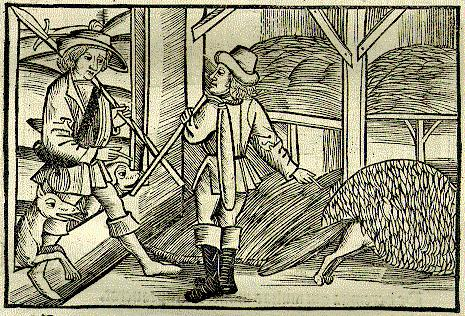
الثعلب والحطاب من طبعة 1501 لسيباستيان برانت من حكايات إيسوب

هناك مصادر يونانيه ولاتينيه للحكايات تقص علينا نباء حيوانٍ مطارد يسأل رجلًا اخفائه عندما يساله الصيادون ما ان كان قد رأى فريستهم فما كان رده الا ان قال لالم اره واشار صامتاً على المكان الذي يختبئ الحيوان الذي استنجى به واخذ الصيادون بكلمته فاخرجوا الحيوان من مخبئه فقام الحيوان يعاتب الرجل على نقض كلمته. معظم الحسابات اليونانيه تروي ان الحيوان الذي التجاء بالحطاب كان ثعلبا. في القصيدة اللاتينية لفيدروس الحيوان الذي يتم صيده هو الأرنب (الذئب) الذي يناشد قطيعا.
في اواخر المؤلفات اللاتينيه اخطؤا بالاسم وجعلوا الحيوان ذئباً  لذلك قيل انه ذئب في أقدم مجموعات مطبوعة من حكايات عيسوب في القرن الخامس عشر. تنسب نسخة مختلفة إلى حد ما من الحكاية إلى عيسوب من قبل فيلسوف القرن الثاني ماكسيموس صور في أطروحاته. يسأل اسداً راعياً ما ان كان قد رائى ايلاً فما كان من الرجل الا ان اشار إلى المكان الذي يختبئ به الايل وهو المكان نفسه الذي قتله به الاسد. ثم يدين الثعلب الرجل باعتباره جبانا عيعا.
يطبق ماكسيموس القصة على اتخاذ مواقف فلسفية متناقضة، ولكن ذكر اللاحقين في كتبهم انهم  يرونها مثالا على سلوك النفاق. تعامل الشعراء اللاتينيون الجدد في القرن السادس عشر هيرونيموس أوسيوس وبانتاليون كانديدوس مع نسخة الثعلب من الحكاية وعلقوا على السلوك المتناقض المتمثلفي قول شيء والقيام بخلافه. كتب يوهانس بوستهيوس في تقليد كتب الشعارات، رسمًا إيضاحيًا لـ حكايات عيسوب (1566) حيث استهل معالجة شعرية ألمانية للخرافات بقصيدة قصيرة باللغة اللاتينية تلخص الجوهر الأخلاقي لكل منها.  تتعامل الحكايه127 مع قصة الحطاب والثعلب وتعلن أنه إذا كنت تريد سمعة جديرة بالثقة، فيجب أن تتفق الكلمة والفعل. تم تضمين الحكاية أيضا في مجموعة بوجيو النثريه من الحكايات الفكاهيه والتي كتبت خلال خمسينات القرن التاسع عشر ولقد رأى هو كذلك انه مثال على سلوك النفاق في حين ان روجر ليسترانج أحد الاقلائل الذين سجلوا الحكاية باللغة الانجليزيه بعد ويليام كاكستون وينوه بان (الضمير مسؤول عن أصابعه كما هو مسؤول عن لسانه)

## روابط خارجية
- رسوم توضيحية من الكتب بين القرنين الخامس عشر والتاسع عشر